# Mateo Iturralde
Mateo Iturralde è un comune (corregimiento) della Repubblica di Panama situato nel distretto di San Miguelito, provincia di Panama. Si estende su una superficie di 1 km² e conta una popolazione di 11.496 abitanti (censimento 2010).